# Wyglądacze
Wyglądacze – wieś w Polsce położona w województwie łódzkim, w powiecie wieruszowskim, w gminie Sokolniki.
W latach 1975–1988 należała administracyjnie do województwa kaliskiego.